# Burgruine Zeiselberg
Als Burgruine Zeiselberg oder kurz Zeiselburg, slowenisch Čilberk, werden die Reste einer mittelalterlichen Höhenburg auf einer Anhöhe oberhalb des gleichnamigen Ortes in der Gemeinde Magdalensberg in Kärnten bezeichnet, die im 13. Jahrhundert vermutlich nur wenige Jahrzehnte bestand. In jüngerer Vergangenheit wurden Teile der Anlage freigelegt und rekonstruiert. Die Zeiselburg ist heute ein beliebtes Ausflugsziel.

## Geschichte
Urkundlich nachweisbar ist das Geschlecht der Zeiselberger, die Ministeriale der Kärntner Herzoge waren, für das Jahr 1202. Die Familie war ein Seitenzweig der Freiberger, die im 12. Jahrhundert auf der herzoglichen Burg Freiberg nördlich von St. Veit saßen. Die Burg auf dem Zeiselberg wurde erstmals 1250 als im Besitz der Herren von Zeisel befindlich urkundlich erwähnt. Albert de Zeyselberg, Sohn des Heinricus Ziesel, war herzoglicher Mundschenk und zwischen 1267 und 1269 oberster Richter in Kärnten. Unter ihm wurde die Burg in der zweiten Hälfte des 13. Jahrhunderts neu errichtet. Mit Alberts Tod starb die Familie der Zeiselberger schon in den siebziger Jahren des 13. Jahrhunderts im Mannesstamm aus. Alberts Witwe Aleiza musste vor ihrem Tod von ihrem Mann entfremdete Güter zurückgeben. Ihre Schwiegersöhne waren 1292 an einem Aufstand gegen die Habsburger beteiligt, nach dessen Niederschlagung wurde die Zeiselburg belagert und im Mai 1293 zerstört. Sie wurde wahrscheinlich nicht wieder aufgebaut. Im 15. Jahrhundert scheinen die Mordax als Besitzer der Herrschaft Zeiselberg auf, 1493 wurden die Siegerdorfer von Kaiser Friedrich III. mit Zeiselberg belehnt. Danach wurde die Herrschaft Zeiselberg urkundlich nicht mehr erwähnt.
Im Jahr 1989 begann der Eigentümer der Liegenschaft, Kurt Zechner, die verschütteten Reste der Zeiselburg freizulegen und Teile der Anlage mit dem vorhandenen Material zu rekonstruieren.

## Beschreibung
Die Anlage liegt auf 600 m ü. A. Höhe oberhalb der gleichnamigen Ortschaft. Die Zeiselburg war eine kleine, durch einen Halsgraben und ein Vorwerk geschützte Burg mit unregelmäßigem Bering hervor. Durch das Tor im Osten der Anlage gelangt man in einen kleinen Innenhof, der von einem zweiräumigen Palas rechts vom Tor sowie weiteren Wohn- und Wirtschaftsgebäuden umgeben war. Nordwestlich des Palas schlossen sich eine Schmiede und eine Filterzisterne an. Gegenüber dem Tor befand sich der Bergfried, der mittlerweile wieder bis in acht Meter Höhe aufgemauert ist. Im Westen der Anlage befand sich eine weitere Schmiede, daran schlossen sich links des Tores weitere Gebäude an. Außen an die Ringmauer angebaut war eine kleine Kapelle mit zwei Stiegenabgängen.
Für die Forschung ist die Zeiselburg aufgrund ihrer nach wenigen Jahrzehnten erfolgten Zerstörung interessant, da ihre Reste und Bodenfunde – Metall- und Keramikfunde, darunter Hufeisen, Gürtelschnallen, Armbrustbolzen sowie ein Alembik (Destilliergerät) – innerhalb der Anlage ein präzises, da nicht durch spätere Ausbesserungen und Umbauten gestörtes Bild auf das Alltagsleben dieser Epoche liefern.